# Escut de Sant Sadurní d'Anoia
L'escut oficial de Sant Sadurní d'Anoia té el següent blasonament:
Escut caironat truncat: al 1r de sinople, una premsa de raïm d'or acompanyada de 2 raïms pampolats d'or; i al 2n d'or, 4 pals de gules. Per timbre una corona mural de vila.

## Història
Va ser aprovat l'11 de maig de 1990 i publicat al DOGC el 6 de juny del mateix any amb el número 1301.
La premsa i els raïms són una referència a la principal activitat industrial de la vila: Sant Sadurní d'Anoia és un dels centres vinícoles més destacats del Penedès, i el primer pel que fa a la producció de cava (Sant Sadurní va introduir l'elaboració del xampany a Catalunya l'any 1879, i actualment un 40% de la població de la vila treballa en aquest sector). Els quatre pals de Catalunya recorden la jurisdicció reial sobre la localitat: Sant Sadurní va pertànyer al municipi de Subirats (des del segle xiii fins al segle xv), que fou incorporat a la Corona pel rei Ferran el Catòlic.